# 藻髯樹鬚魚
藻髯樹鬚魚為輻鰭魚綱鮟鱇目棘茄魚亞目鬚角鮟鱇科的其中一種，分布於東北大西洋的冰島、格陵蘭海域，屬深海魚類，棲息深度可達1050公尺，雌魚體長可達23公分；雄魚體長可達4.1公分，屬肉食性，雄魚寄生在雌魚身上。

## 擴展閱讀
維基物種上的相關：藻髯樹鬚魚